# Machteld Maurijnsdr. van der Does
Machteld Maurijnsdr. van der Does OCist (geboren vor 1407; gestorben 15. August 1441 in Leiden) war eine niederländische Zisterziensernonne und Äbtissin des Klosters Leeuwenhorst.

## Leben
Machteld Maurijnsdr. van der Does war die Tochter von Maurijn II van der Does (gestorben 1432), Herr von Biggekerke und Krommehoek und N.N. Jansdr. der Woude. Sie war die Nichte der Äbtissin von Leeuwenhorst Badeloge van der Does (gestorben 1412). Eine erste Erwähnung von Machteld van der Does findet sich im Archiv des Klosters im Jahr 1407. Zu der Zeit ist sie Nonne im Kloster. Als Celleraria (wörtlich Kellermeisterin, faktisch für die wirtschaftlichen Angelegenheiten des Klosters Verantwortliche) wird sie 1424/25 erwähnt. Sie verfügte in Leewenhorst über ein eigenes Budget und war für den Einkauf der Speisen und Getränken verantwortlich. Zudem überwachte sie die Verteilung von Brot und Wein. Als Celleraria unterlag sie nicht wie die anderen Schwestern dem Schweigegebot und ihr war es gestattet, das Kloster zu verlassen. Aus den Klosterbüchern geht hervor, dass Machteld van der Does über ein eigenes Pferd verfügte. Dies ist bemerkenswert, da es Ordensleuten nicht gestattet war, Privateigentum zu besitzen. Vermutlich mit diesem Pferd besuchte sie um 1426 das Zisterzienserkloster im deutschen Kamp, welches dem Kloster Leeuwenhorst vorstand. Wahrscheinlich musste sie sich beraten lassen, welche Position das Kloster im Konflikt zwischen Jakobäa von Bayern und Philipp von Burgund einnehmen sollte.
Im Jahr 1428 wurde Machteld van der Does zur Äbtissin von Leeuwenhorst gewählt. Sie fiel in dieser Position durch ihre Großzügigkeit auf. Um 1440 schenkte sie Gerrit, dem Gutsherrn von Poelgeest, zwei mit Gold und Silber verzierte Beutel. Sie schenkte dem Kind ihres Verwalters auch einen sehr wertvollen Wasserkrug. Als sie ihr Amt zurückgab, schenkte sie ihrer Magd Baartgen mehr als ein halbes Jahresgehalt. Im Laufe ihrer Amtszeit war Äbtissin Macheld van der Does häufig krank und versuchte vermutlich deswegen verschiedene Pilgerorte. Kurz vor ihrem Tod unternahm sie eine Pilgerreise zum Heiligen Blut in Alkmaar. Sie starb am 15. August 1441 in Leiden. Ihre Beerdigung war mit hohen Kosten verbunden. So war ihr Sarg viel teurer als der anderer Äbtissinnen, und in den Rechnungsbüchern ist lediglich die Anzahl der Kerzen erwähnt, die gekauft wurden, um das Kloster bei ihrer Beerdigung zu beleuchten. Macheld van der Does wurde im Kapitelhaus neben ihrer Tante Badeloge van der Does begraben und erhielt eine eigene Grabtafel. Dem Kloster hinterließ sie Geld für die Renovierung des Kapitelhauses.